# Martirano (stolica tytularna)
Martirano (łac. Dioecesis Marturanensis) – stolica historycznej diecezji w Italii erygowanej w roku 1099, a włączonej w roku 1818 w skład diecezji Nicastro.
Współczesne miasto Martirano w prowincji Catanzaro we Włoszech. Obecnie katolickie biskupstwo tytularne ustanowione w 1968 przez papieża Pawła VI.

## Biskupi tytularni
| Lp. | Biskup           | Funkcja                                | Od              | Do               |
| --- | ---------------- | -------------------------------------- | --------------- | ---------------- |
| 1   | Daniel Tomasella | biskup pomocniczy Marília (Brazylia)   | 6 września 1969 | 23 kwietnia 1975 |
| 2   | Oscar Cruz       | biskup pomocniczy Manili (Filipiny)    | 4 marca 1976    | 22 maja 1978     |
| 3   | Décio Pereira    | biskup pomocniczy São Paulo (Brazylia) | 2 kwietnia 1979 | 21 maja 1997     |
| 4   | Piero Marini     | urzędnik Kurii Rzymskiej               | 14 lutego 1998  |                  |